# Adrien Joseph Saudeur
Adrien Joseph Saudeur, né le 2 janvier 1764 à Valenciennes (Nord), mort le 27 mai 1813 à La Spezia (Italie), est un général français de la Révolution et de l’Empire.

## États de service
Il entre en service le 5 décembre 1782, comme soldat dans le 3e régiment de l’état-major, il devient caporal le 25 décembre 1782 et sergent le 30 du même mois. Il est congédié par ancienneté le 5 décembre 1788.
Le 14 juillet 1789, il intègre la garde nationale de Valenciennes, comme capitaine de grenadiers, et le 17 septembre 1792, il est élu chef du 1er bataillon de volontaire de Valenciennes. Il se distingue le 2 novembre 1792, à la bataille de Roubaix, lorsqu’il charge vigoureusement une division anglaise, et lui enlève de vive force son parc d’artillerie, composé de 22 pièces et de leurs caissons.
Il se fait remarquer par son intrépidité le 26 février 1793, à la prise de Bréda, où il est blessé d’un coup de sabre au pied. Le 3 mars suivant il enlève de nuit et par surprise le fort de Spangen, qui bien approvisionné et défendu par une garnison de 400 hommes et 11 pièces de canon, paraissait devoir faire une longue résistance.
Il est nommé chef de brigade le 5 août 1794, à la 154e demi-brigade de ligne, et après la conquête de la Hollande, il prend le commandement de la place de La Haye. Le gouvernement l’envoie ensuite en Vendée, puis à l’armée du Rhin, où le général Moreau lui confie le commandement de la 38e demi-brigade de ligne[réf. nécessaire].
Le 28 mars 1799, il passe à la 44e demi-brigade d’infanterie de ligne, et il fait avec son régiment la campagne d’Helvétie. Il se distingue le 22 avril 1799, à Manosse, lorsqu’il parvient à tourner une division ennemie, à la culbuter et à la renvoyer dans la montagne. Profitant de son avantage, il la poursuit, lui tue, ou blesse 1 500 hommes, et lui fait 500 prisonniers, parmi lesquels le général-major Schmitt. Il est blessé de deux coups de feu, l’un à l’épaule, l’autre au pied, le 2 mai à la bataille de Suz. Il commande successivement Huningue, Zurich et Soleure avant de passer à l’armée d’Italie.
Il participe à la bataille de Marengo le 14 juin 1800, où sous les yeux de l’Empereur, il se couvre de gloire à la tête de la 44e, avec laquelle il repousse toutes les attaques de l’ennemi et exécute les charges les plus brillantes. Il reçoit un sabre d’honneur le 24 janvier 1801 en récompense de ses services. Après la paix de Lunéville, il commande quelque temps la place de Mantoue, puis il est envoyé à l’armée d’observation de la Gironde.
De retour en France, il est employé au camp d’Etaples, pendant les ans XII et XIII, et il est fait officier de la Légion d’honneur le 14 juin 1804.
De 1805 à 1807, il fait les campagnes d’Autriche, de Prusse et de Pologne. À Iéna le 14 octobre 1806, il commande la brigade du général Conroux, mis hors de combat dès le début de la bataille, il culbute plusieurs bataillons ennemis et s’empare de 29 pièces de canon. Il est promu général de brigade le 30 décembre 1806, mais sa santé ne lui permet plus de rester en service actif, et il est mis à la retraite le même jour. 
Il est rappelé à l’activité en 1807, lors de la campagne en Pologne, et il est nommé commandant d’armes de Spezia le 16 juin 1808. 
Chargé du commandement par intérim du golfe de Gênes et de celui du département des Apennins, il meurt à son poste le 27 mai 1813.

## Sources
- (en) « Generals Who Served in the French Army during the Period 1789 - 1814: Eberle to Exelmans »
- Thierry Pouliquen, « Les généraux français et étrangers ayant servis [sic] dans la Grande Armée » (consulté le 14 janvier 2015)
- « Cote LH/2463/32 », base Léonore, ministère français de la Culture
- A. Lievyns, Jean Maurice Verdot, Pierre Bégat, Fastes de la Légion-d'honneur, biographie de tous les décorés accompagnée de l'histoire législative et réglementaire de l'ordre, Tome 2, Bureau de l’administration, 1842, 344 p. (lire en ligne), p. 163.
- (pl) « Napoléon.org.pl »